# Gaoshi (sockenhuvudort i Kina, Jiangxi Sheng, lat 27,03, long 114,20)
Gaoshi är en sockenhuvudort i Kina. Den ligger i provinsen Jiangxi, i den sydöstra delen av landet, omkring 250 kilometer sydväst om provinshuvudstaden Nanchang. Antalet invånare är 12 491. Befolkningen består av 6 021 kvinnor och 6 470 män. Barn under 15 år utgör 20,0 %, vuxna 15-64 år 70 %, och äldre över 65 år 8,0 %.
Runt Gaoshi är det ganska tätbefolkat, med 192 invånare per kvadratkilometer. Närmaste större samhälle är Hechuan, 11,0 km söder om Gaoshi. I omgivningarna runt Gaoshi växer i huvudsak blandskog.
Genomsnittlig årsnederbörd är 2 003 millimeter. Den regnigaste månaden är maj, med i genomsnitt 314 mm nederbörd, och den torraste är oktober, med 38 mm nederbörd.